# Coligny
Coligny (provansalsko Colignê) je naselje in občina v jugovzhodnem francoskem departmaju Ain regije Rona-Alpe. Leta 1999 je naselje imelo 1.114 prebivalcev.

## Geografija
Kraj se nahaja v pokrajini Bresse 22 km severno od Bourga v bližini meje z departmajem Jura.

## Administracija
Coligny je sedež istoimenskega kantona, v katerega so poleg njegove vključene še občine Beaupont, Bény, Domsure, Marboz, Pirajoux, Salavre, Verjon in Villemotier s 5.994 prebivalci.
Kanton je sestavni del okrožja Bourg-en-Bresse.

## Zgodovina
Kraj je znan po lunisolarnem koledarju, odkritim konec 19. stoletja skupaj z bronastim kipom, imenovanim Dieu de Cologny (bog iz Colognyja). Koledar iz Colignyja, datiran v konec 1. stoletja, je bil ključen podatek za razumevanje poznavanja astronomije med Galci. Med drugim je dopolnil pomembne informacije o galskem jeziku (npr. imena mesecev). Napisan je v latinici in predstavlja petletni cikel sestavljen iz treh let po 12 lunarnih mesecev in dveh let po 13 lunarnih mesecev.
Lokalno gospostvo je v 9. stoletju osnoval Manassès I., iz katerega je izšla po njem imenovana plemiška družina de Coligny.